# Agathius
Agathius vagy magyarul  Szent Ákos (Achatius, Acacius) (Kappadókia ? – Bizánci Birodalom, 303) ókeresztény vértanú. A tizennégy segítőszent egyike. 
A legenda szerint Agathiust és katonatársait Hadrianus császár vezényelte az Eufrátesz vidékére a lázadó népek megfékezésére. Vezérüknek, Agathiusnak megjelent egy angyal, és kilátástalan helyzetükben győzelmet ígért, ha Krisztushoz imádkozik. A győzelem után valamennyien megkeresztelkedtek. Mikor ezt a császár megtudta, az Ararát hegye alatt valamennyit tövissel megkoronázták, hegyes náddal átszúrták és keresztre feszítették. Keresztre feszítésük idején a nap hatodik órájában nagy földrengés támadt, ők azonban félelem helyett azoknak testi-lelki egészségéért, boldogulásáért imádkoztak, akik majd a későbbiekben böjttel és hallgatással hozzájuk könyörögnek. A kilencedik órában kiadták lelküket. A legenda beszámol arról, hogy fogvatartásuk alatt az angyalok óvták és vigasztalták őket, testüket egy újabb földrengés tépte le a keresztről. Angyalok földelték el őket. Agathius tiszteletére I. Constantinus római császár templomot emelt, melyet később I. Justinianus bizánci császár renováltatott.
Ezt a napot a Tízezer Vértanú ünnepe gyanánt is számon tartották. Achatius et Socii ünnepe Magyarországon először a 14. századbeli pozsonyi misekönyvben bukkan föl. A keresztesháborúk idején ereklyéit Itáliába vitték és Squillace-ban őrzik. Az egyik katona fejereklyéjét az egri székesegyház őrizte. Szent Ákos ikonográfiai attribútuma a tövises ág, ritkábban töviskorona, kereszt, pálma, kötél, lándzsa vagy csatabárd.
Emléknapja: június 22.